# Kallugudde, Koppa
Kallugudde là một làng thuộc tehsil Koppa, huyện Chikmagalur, bang Karnataka, Ấn Độ.